# Hvid eskallonia
Hvid eskallonia (Escallonia virgata) er en lille, åben busk med blankt løv og masser af hvide blomster. Den klarer sig kun på de mildeste voksesteder her i landet, men bruges her og der som prydbusk.

## Beskrivelse
Hvid eskallonia er en løvfældende busk med en åben og udspærret vækst. Barken er først lysegrøn og fint håret med en rødlig solside. Senere bliver den rødbrun med nedløbende bladar. Gamle grene kan få en bark, som er grålig og afskallende. Knopperne er knippestillede fra bladhjørnerne, lysegrønne og små. Bladene er tykke (næsten sukkulente) og omvendt ægformede med tandet rand. Oversiden er blank og mørkegrøn, mens undersiden er lysegrøn. Blomstringen foregår i december-februar (i Chile), svarende til juni-august, hvor man finder blomsterne samlet i endestillede stande med 6-15 blomster. Enkeltblomsterne er regelmæssige og 5-tallige med hvide eller blegt lyserøde kronblade. Frugterne er kapsler.
Rodsystemet består af højtliggende, trævlede rødder.
Højde x bredde og årlig tilvækst: 1,50 x 1,50 m (15 x 15 cm/år), men i hjemlandet når planten dog ofte 3 m højde. 

## Hjemsted
Arten er udbredt langs Andesbjergene i Chile fra region VII (Maule) til region XII (Magallanes og Antárctica Chilena) og på den tilsvarende, østlige side i Argentina. Alle steder er den knyttet til lysåbne voksesteder nær vand. 
I de blandede løv- og nåleskove sydøst for byen Arauco, provinsen Arauco, regionen Bio-Bió, Chile, vokser arten langs vedvarende vandløb sammen med bl.a. abetræ, antarktisk sydbøg, Baccharis linearis (en art af korsrod), Berberis microphylla (en art af berberis), Blechnum magellanicum (en art af kambregne), chilejordbær, Chusquea quila (en sydamerikansk bambus), Drimys winteri (chilensk: Canelo, et stedsegrønt træ), farvegunnera, Gaultheria phillyreifolia (en art af bjergte), hækfuchsia, ildbusk, kuglebuddleja, Podocarpus saligna (en art af sydtaks), rauli, Ribes punctatum (en art fra Ribs-slægten), roble, rød eskallonia og rødfrugtet revling
| Portal | Portal:Botanik |